# StarCraft II: Wings of Liberty
 (срп. Крила Слободе) је стратегија у реалном времену смештена у будућност. Игра је наставак свог претходника StarCraft из 1998. године и њених експанзија. Подељена је на три инсталације: основну игру са поднасловом, и две експанзије, Heart of the Swarm и Legacy of the Void.
Радња игре се одвија у 26. веку у удаљеном делу галаксије Млечни пут. Игра прати три расе: Терани, људи протерани са Земље; Зергови, супербића која чине скуп разних асимилираних врста; и Протоси, хуманоидна бића са моћним психичким способностима. StarCraft II: Wings of Liberty се фокусира на Теране док ће се у будућим експанзијама Heart of the Swarm и Legacy of the Void фокусирати на Зергове и Протосе. Радња игре се одвија 4 године после радње у StarCraft: Brood War, и прати борбе Џима Рејнора док води побуну против аутократске власти Теранског Доминиона. У игри се поред старих, из оригинала, појављују и нови ликови и локације.

## Начин игре
Основни циљ је скупљање два ресурса: минерала и веспинског плина (енгл. Vespene Gas), који су потребни за изградњу грађевина и војске. Минерали, који су потребни за производњу свих јединица су на мапи приказани као светлоплаве или златне кристалне формације. Њих скупљају, зависно од расе, посебне радничке јединице (SCV за Теране, Радилице за Зергове, Сонде за Протосе). Плин је потребан само за одређене напредније јединице и грађевине. На мапи се појављују у виду гејзира на којем се, да би се могла почети прерада и сакупљање, прво изгради посебна грађевина (рафинерија за Теране, екстрактор за Зергове, асимилатор за Протосе).
Играчи су ограничени на коначан број јединица које могу имати у исто време, и свака јединица захтева одређену количину залиха и одржавања (код Терана се граде оставе залиха, код Зергова летећи Overlord, Протоси граде пилоне). Играч мора имати довољно тих грађевина\јединица како би могао производити нове јединице.
Старкрафт II има отприлике исти број јединица као и оригинални Старкрафт. Јединице у наставку имају више способности, што доприноси стратешком елементу игре, и отвара нове могућности.

### Кампање
Старкрафт II се игра са једном од три расе из оригиналне игре: Терани, Протоси и Зергови. У Теранској кампањи, оригинална Старкрафт извештајна соба је замењена интерактивном верзијом бојног свемирског брода Хиперион, са Џимом Рејнором, сада огорченим капетаном који не пушта чашу из руке, као главним ликом. За разлику од прошлих Blizzard-ових игара, кампања није линеарна, сада Рејнор прихвата послове за новац који користи за куповину додатних оружја и побољшања. Иако ће се сваки нови ток играња разликовати, крајњи резултат остаје исти, чинећи причу линеарном. Све три кампање ће функционисати различито. Теранска кампања ставља играча у позицију плаћеника Џима Рејнора који прихвата мисије за новац. Друга кампања је Зергова, Heart of the Swarm, имаће елементе РПГ-a. Играч ће развијати Сару Кериган (енгл. Sarah Kerrigan) кроз мисије. У трећој кампањи која ће бити фокусирана на Протосе, Legacy of the Void, Зератул (енгл. Zeratul) ће морати да користи дипломатију са различитим Протосовим племенима да би добио јединице и технологије за прелажење мисија.
Постоји неколико јединствених и некарактеристичних мисија у кампањи Wings of Liberty. У једној мисији, лава преплави мапу сваких пет минута, приморавајући играча да пошаље све своје јединице на више тло да не би биле уништене. У другој мисији непријатељ напада само ноћу. У једној мисији, играч покушава да утиче на ток читаве ВИ-контролисане битке са само једном јединицом под његовом контролом. Између мисија, играч може да бира јединице, грађевине и побољшања која нису доступна у некампањским мапама. Wings of Liberty има 29 кампањских мисија, али само 26 њих су игриве током једног прелаза кампање, пошто су три мисије изборне где одлуком за једну мисију друга постаје недоступна. Најновији додатак који уводи Старкрафт II јесте да мапе које су креирали други играчи могу да се купују преко интернета за малу суму новца.

## Прича

### Позадина
Радња игре се одвија четири године после догађаја у StarCraft: Brood War. Поново се појављују ликови из оригиналне серије: Зератул, Арктурус Менгск (енгл. Arcturus Mengsk), Артанис (енгл. Artanis), Сара Кериган, и Џим Рејнор. Такође се појављују и нови ликови попут Рорија Свона (енгл. Rory Swann) и Тикуса Финдлија (енгл. Tychus Findlay). Играчи поново посећују светове оригинала, као што су Чар, Мар Сара, и Тарсонис, али i нове светове, попут Бел' Шира, планете прекривене џунглом и Њу Фолсома. Зел'Наге (енгл. Xel'Naga), најстарија раса који су створили Протосе и Зергове такође играју важну улогу у причи.
На крају кампање StarCraft: Brood War, Кериган и њени зергови су постали доминантна фракција у Копрулу сектору, пошто су уништили Експедицију Директората Уједињене Земље, поразили Терански Доминион, и извршили инвазију на Протосов матични свет Ајур. Упркос чињеници да је могла да уништи све остатке отпора у Копрулу сектору, Кериган се повлачи на Чар. Током четири године које су увод у догађаје Старкрафт II кампање, није било никаквих контаката од стране Кериган ни са једним од других ликова, иако њен коначан напад може доћи сваког тренутка.
У међувремену, Арктурус Менгск је остављен да поново изгради Доминион, и јача свој утицај трпећи повремена узнемиравања ривалских Теранских група. Валеријан Менгск (енгл. Valerian Mengsk), лик први пут представљен у роману Firstborn, првом делу StarCraft: The Dark Templar Saga трилогије, ће играти важну улогу у политици Доминиона, због његовог положаја наследника престола Доминиона. У међувремену, Џим Рејнор, чија је улога у догађајима Старкрафта и Brood War маргинализована од стране медија под контролом Доминиона, је приморан да се спусти на плаћенички ниво, и почиње да сарађује са Мобијус Фондацијом (енгл. Moebius Foundation), новом фракцијом чији су циљ древни Зел'Нага артефакти. Крис Метцен, заменик председника тима за креативни развој у Близарду, наглашава да је до догађаја у Старкрафту II, Рејнор постао изнурен и огорчен због начина на који је био искориштен и издан од стране Арктуруса Менгска. Међу новим ликовима који се појављују су Тикус Финдли, први пут виђен у промотивном видеу Старкрафта II, свемирски маринац који постаје члан Рејнорове групе и Мет Хорнер (енгл. Matt Horner), Рејноров заменик, лик се оригинално појављује у роману Starcraft: Queen of Blades.
После пада Ајура и смрти њиховог матријарха Рашагал (енгл. Raszagal), Протоси су се повукли на матичну планету мрачних темплара Шакурас. Тамо, Артанис, бивши ученик Тасадара (енгл. Tassadar), покушава да уједини Калаи Протосе и мрачне темпларе, који су се вратили својим племенским поделама због векова неповерења. Зератул, мучен убиством свога матријарха, је отишао у потрагу за траговима који би разјаснили тајанствене поруке Самира Дурана о хибриду Протоса и Зерга у тајној мисији «Мрачно Порекло» (енгл. Dark Origin) у Brood War кампањи.
StarCraft је уградио многе функције које су се сматрале стандардним за RTS жанр (надовезао се на многе конвенције које је Blizzard раније користио у франшизи игара Warcraft), али је интегрисао те елементе на начин који га је издвојио од његових савременика.

### Заплет
Четири године после, Доминион је поново главна Теранска сила у Копрулу сектору. Новинарски извештаји откривају да су се у четири године од прошлог рата Доминионске војне снаге смањиле и да су потрошени трилиони новца за лов на побуњенике који оперишу против Доминиона. Из непознатих разлога, Сара Кериган је окупила све Зергове на планету Чар и нестала без трага. Са нестанком претње Зергова, Протоси су се повукли и преузели пасивну улогу у галаксији. Џим Рејнор је оформио револуционарску групу названу Рејнорови нападачи која се бори да збаци Доминионског цара Арктуруса Менгска. На Мар Сари, Рејнор среће старог пријатеља, Тикуса Финдлија. Заједно, они ослобађају локалну популацију од Доминионске контроле и откривају део мистериозног Зел'Нага артефакта. Док Зергови врше најезду Мар Саре, Рејнор организује евакуацију на његов бојни брод Хиперион, где позицију капетана држи Мет Хорнер.
Рејнорови нападачи се запуте на низ мисија да пронађу преостале делове Зел'Нага артефакта, које продају загонетној Мобијус Фондацији са циљем финансирања своје револуције. Успут, срећу се са Габријелом Тошом (енгл. Gabriel Tosh) (Спектром, или психичким атентатором), и вођом колониста Аријел Хансон (енгл. Ariel Hanson). Рејнорови нападачи иду на мисије да би помогли Габријелу у набавци сирових материјала за обуку будућих Спектрова. Такође помаже Аријели која се бори да спаси своје колонисте, ухваћене између Зергова који се шире планетом и Протоса који покушавају да их уклоне. Мет Хорнер договара неколико мисија у којима је циљ подривање Менгскове власти, са сврхом његовог коначног свргавања. Зератул се ушуња на Хиперион да достави психички кристал који даје Рејнору визије које се тичу пророчанства будућности Зерга и Протоса, и мистериозног хибрида те две расе, и најважнијег откровења које гласи да једино Сара Кериган може да спречи истребљење свог живота у Копрулу сектору и изван њега.
Након проналажења свих делова артефакта, Рејнорова група се сусреће са Доминионским бојним бродовима на унапред одређеној локацији за састанак са Мобијус Фондацијом. Испоставља се да је Мобијус Фондација под контролом Валеријана Менгска, Арктурусовог сина. Валеријан, желећи да се покаже као достојан наследник свога оца, тражи од Рејнора помоћ да нападне планету Чар и искористи артефакт да поврати људскост Сари Кериган, чиме би ослабио Зергове. На почетно запрепашћење посаде, Рејнор прихвата. Почетком инвазије Чара, Доминионова и Рејнорова флота претрпи велике штете од стране моћне Зергове одбране. Рејнор обезбеђује упориште на Чару и састаје се са Доминионским снагама које су преживеле принудно слетање. Комбиноване снаге напредују ка главној групи Зергових легала на планети, штитећи артефакт, који евентуално достигне своју пуну моћ и активира се, уништавајући све Зергове у домету. Рејноров тим налази Кериган повраћену у људски облик; међутим Тикус открива да се погодио са Арктурусом, мењајући Сарин живот за своју слободу. Рејнор одбрани Кериган од Тикусовог покушаја убиства, упуцајући Тикуса у процесу. Завршна сцена показује Рејнора носећи Сару преко бојишта у својим рукама.

## Оцена и публицитет
Од свог пуштања у продају Старкрафт II је био хваљен од стране критичара, оцењен је са 93% на Metacritic-у, и 92,39% на Game Rankings-у. Игра је посебно хваљена јер је задржала популаран начин играња успостављен у свом претходнику, уз увођење новина и побољшаног начина приповедања.